# 리틀라디문섬
리틀라디문섬(페로어: Lítla Dímun)은 페로 제도의 섬 중 하나이다. 유일히 18개의 섬중 무인도이다.